# 쿠 훌린
쿠 훌린(아일랜드어: Cú Chulainn; Cú Chulaind; Cúchulainn [kuːˈxʊlˠɪnʲ], 영어: Cuhullin 커훌린[*]→쿨란의 사냥개)은 아일랜드 신화의 얼스터 대계 및 스코틀랜드와 맨섬의 민담에 등장하는 영웅이다. 아버지는 광명신 루 라와더이고, 어머니는 울라(오늘날의 얼스터)의 왕 콘코바르 막 네사의 여동생 데크티네이다. "쿠 훌린"은 별명이고, 본래 이름은 세탄타 막 수얼탐(아일랜드어: Sétanta mac Sualtam)이다.
어렸을 때 쿨란의 사나운 사냥개를 정당방위로 죽이고 그 보상으로 그 개 대신 쿨란을 지켜주겠다고 하여 "쿨란의 사냥개"라는 뜻의, 본명보다 더 잘 알려진 별명을 얻었다. 코나크타(오늘날의 코노트)의 메브 여왕이 울라를 침공, 소위 쿠얼릉거의 소도둑 전투가 벌어지자 열일곱 나이로 혼자 코나크타 군대를 맞아 울라를 지켜냈다. 그는 위대한 업적으로 불후의 명성을 얻을 것이나, 수명은 짧을 것이라는 예언을 받았다. 이런 점에서 그리스 신화의 아킬레우스와 비슷하다고 비교되기도 한다. 쿠 훌린은 싸울 때면 "리스트라드"(ríastrad) 라는 무시무시한 광란 상태에 빠져든 것으로도 유명하다("리스트라드"는 토머스 킨셀라는 "뒤틀린 발작", 키어런 카슨은 "토크" 라고 번역했다). 이 때문에 전쟁터의 쿠 훌린은 그의 적들도, 그의 동료들마저도 알지 못하는 괴물이 되었다. 쿠 훌린은 충성스러운 마차부 라그 막 리엉가바르가 몰고 리어흐 마하와 두브 상글렌드라는 두 마리 말이 끄는 전차를 타고 싸웠다. 현대에는 쿠 훌린을 "얼스터의 사냥개"라고 부르기도 한다.
쿠 훌린 이야기는 페르시아의 로스탐, 게르만의 힐데브란트의 노래, 그리스의 헤라클레스와 유사성을 찾을 수 있으며, 이들은 인도유럽어족의 어떤 원형을 공유하는 것이 아닌가 생각되기도 한다. 그러나 그러한 설을 뒷받침할 만한 언어학적, 인류학적, 고고학적 증거는 매우 희박한 편이다.

## 전승의 상세

### 세탄타의 출생
쿠 훌린의 출생에 관한 이야기는 여러 가지 판본이 존재한다. 〈쿠 훌린의 수태〉(Compert Con Culainn)의 가장 초기 판본에서, 그의 어머니 데크티네는 울라의 왕 콘코바르 막 네사의 딸이며 콘코바르 왕의 전차를 모는 마차부라고 한다. 데크티네는 콘코바르와 울라 귀족들이 마법의 새떼를 사냥할 때 동행했다. 눈이 내리기 시작하자 울라인들은 눈을 피할 곳을 찾았고, 한 집을 찾아 들어가니 그들을 환대했다. 데크티네는 집주인의 아내가 사내아이를 낳는 것을 도와줬는데, 그와 동시에 그 집의 암말도 수망아지 두 마리를 낳았다. 다음날 아침 잠에서 깬 울라인들은 자기들이 브루 나 보너(뉴그레인지 신석기 고분)에 있으며, 집과 그 거주인들은 사라져버린 것을 발견했다. 그러나 아이와 수망아지들은 남아 있었다. 데크티네는 아이를 자기 집으로 데려가 길렀지만 아이는 병이 들어 죽고 말았다. 루 라와더 신이 그녀에게 나타나 그날 밤의 집주인이 자신이었으며, 그의 아이를 그녀의 자궁에 넣었음을 알리고 아이의 이름이 "세탄타"(Sétanta)라고 말한다. 데크티네는 수얼탐 막 로크와 약혼한 사이였기 때문에 그녀의 임신은 추문이 되었다. 울라인들은 애 아버지가 콘코바르일 것이라고 의심했고, 이에 데크티네는 아이를 낙태하고 남편과 동침한다. 이때 아들을 잉태하고 그 이름을 세탄타라고 지었다.
좀더 후대의 판본이고 더 잘 알려진 판본의 〈쿠 훌린의 수태〉에서는 데크티네는 콘코바르의 여동생이다. 어느날 울라의 수도 에번 바허에서 데크티네가 실종되었다. 그 뒤 이전 판본과 동일하게 울라인들이 새사냥을 갔다가 눈보라를 만나 근처의 집에서 눈을 피하는데, 집주인이 루였던 것은 같으나 집주인의 아내는 데크티네였다. 그날 밤 데크티네는 아들을 낳고 아이 이름을 세탄타라고 지었다. 울라의 귀족들은 누가 세탄타의 양아버지가 될 것인지를 놓고 싸움을 벌였는데, 현명한 모란(Morann)이 다음과 같은 해법을 내놓았다. 일단 콘코바르 왕이 명목상의 아버지가 되고, 센카 막 알렐라는 아이에게 판단력과 웅변을 가르치고, 부유한 블라 브루구는 아이를 보호하고 돈을 대주며, 전사 페르구스 막 로크는 아이에게 약자를 보호하는 법을 가르치고, 시인 아메르긴 막 에키트는 아이에게 공부를 가르치며, 그 아내 핀드콤은 아이에게 젖을 먹인다. 그리하여 세탄타는 무르헴네 들판에 있는 아메르긴과 핀드콤 부부의 집으로 가게 되었는데, 그곳이 오늘날의 라우스주라고 한다. 세탄타는 아메르긴 부부의 아들인 코날 케르나크와 함께 자라게 되었다.

### 쿠 훌린 탄생
쿠 훌린의 유년기는 〈쿠얼릉거의 소도둑〉(Táin Bó Cúailnge)에서 과거 회상의 형식으로 이야기된다. 무르헴네 들판의 양부모 집에서 자라던 세탄타는 양부모를 졸라서 에번 바허의 소년병단에 들어가게 되었다. 그러나 에번 바허에 도착한 세탄타는 지역 관습을 몰라 다른 소년들에게 자신을 보호해 달라고 청하지도 않고 운동장에 뛰어들어 놀았다. 소년들은 이것을 도전으로 받아들이고 세탄타를 공격했다. 그러나 세탄타는 리스트라드 상태가 되어 한 손만으로 아이들을 모두 때려눕혔다. 콘코바르 왕이 나서서 싸움을 말리고 오해를 풀어 주었다. 그러나 세탄타는 더 이상 소년들에게 보호를 청할 필요가 없었으며, 소년들에게 자신의 보호를 받으라고 요구했다.

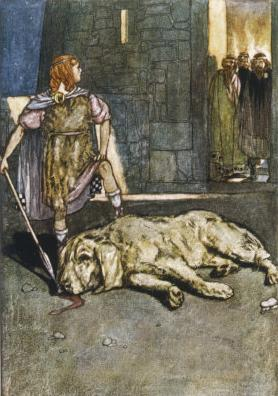
쿨란의 개를 죽이다

대장장이 쿨란이 자기 집에서 연회를 열고 콘코바르를 초대했다. 연회에 가기 전에 콘코바르는 운동장에 나가서 소년들이 헐링을 하고 노는 것을 구경했다. 그는 세탄타의 경기 실력을 보고 감명을 받아 함께 연회에 가자고 했다. 세탄타는 아직 경기가 끝나지 않았으니 좀 있다가 왕을 따라가겠다고 약속했다. 그러나 연회장에 도착한 콘코바르는 세탄타를 잊어버렸고, 쿨란은 사나운 수렵견을 풀어서 집에 불청객이 들어오지 못하게 했다. 세탄타가 도착하자 개가 그를 공격했다. 세탄타는 자기방어를 위해 개를 죽였다. 어느 판본에서는 개를 들어서 선돌에 메다꽂아 머리를 깨뜨려 죽였다고도 하고, 다른 판본에서는 슬리하르(헐링 공)를 헐링 스틱으로 쳐서 개의 목구멍 깊숙히 공을 쑤셔박아 죽였다고도 한다. 개를 잃은 쿨란은 충격에 빠졌고, 세탄타는 죽은 개 대신 자신이 쿨란을 지켜주겠다고 맹세했다. 이에 드루이드 카흐바드는 앞으로 세탄타는 "쿨란의 사냥개"라는 뜻의 "쿠 훌린"(Cú Chulainn)이라는 이름을 칭하게 될 것이라고 선언했다.

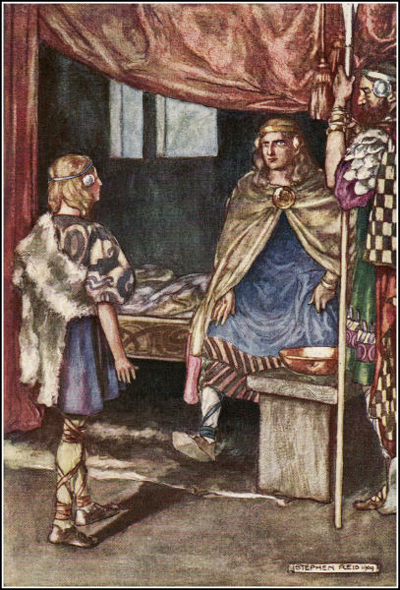
무기를 달라고 하는 쿠 훌린.

에번 바허의 어느 날, 쿠 훌린은 카흐바드가 학생들을 가르치는 것을 우연히 듣게 되었다. 한 학생이 카흐바드에게 오늘이 어떤 종류의 상서로운 날이냐고 물었다. 카흐바드는 오늘 무기를 갖게 되는 전사는 불멸의 명성을 가지게 될 것이라고 대답했다. 이때 고작 7살이었던 쿠 훌린은 콘코바르 왕에게 가서 무기를 달라고 했다. 무기들이 쿠 훌린의 힘을 견뎌내지 못하자 콘코바르는 자기 무기를 그에게 주었다. 그러나 이 꼴을 본 카흐바드는 애통해했다. 쿠 훌린은 카흐바드의 예언을 앞부분만 듣고 가버렸던 것이다. 예언의 전체 내용은 오늘 무기를 갖게 되는 전사는 불멸의 명성을 가지게 될 것이나 그의 수명은 짧을 것이라는 것이었다. 얼마 뒤 카흐바드의 다른 예언을 또 들은 쿠 훌린은 콘코바르에게 전차를 달라고 했고, 이번에도 콘코바르 왕의 전차만이 그의 힘을 견뎌낼 수 있었다. 무기와 탈것을 가지게 된 쿠 훌린은 ‘지금 살아있는 울라인들보다 더 많은 울라인들을 죽였다’고 자랑하고 다니던 네크탄 스케네의 세 아들들을 급습해서 모조리 죽였다. 그는 전리품을 챙겨서 에번 바허로 돌아왔고, 울라인들은 리스트라드 상태에 빠진 쿠 훌린이 자신들까지 모두 죽이지 않을지 두려워했다. 콘코바르 왕의 아내(즉 쿠 훌린에게는 외숙모) 무간 왕비가 에번 바허의 여자들을 이끌고 나와 웃옷을 까고 젖가슴을 드러내 보였다. 이것을 본 쿠 훌린은 부끄러움에 눈을 돌렸고, 이때 남자들이 달려들어 몸싸움 끝에 그를 냉수가 들어있는 물통에 처박았다. 쿠 훌린이 발산하는 광란의 열기 때문에 물통이 터져 버렸다. 울라 남자들은 두 번째 물통에 다시 그를 처박았고, 이번에는 물이 펄펄 끓어올랐다. 세 번째 물통에 다시 처박자 겨우 적당한 온도로 열을 식힐 수 있었다.

### 에버르의 구애, 스카하크의 수련
청년이 된 쿠 훌린은 눈부시게 아름다왔으나, 울라인들은 아내가 없는 그가 누군가의 아내를 약탈하고 그 딸들을 욕보이지 않을까 걱정했다. 그래서 그들은 에린 땅을 다 뒤져 쿠 훌린에게 어울리는 신붓감을 찾았다. 그 결과 포르갈 모나크의 딸 에버르를 제외하면 마땅한 사람이 없었다. 그러나 포르갈은 이 혼사에 반대했고, 쿠 훌린이 알바(스코틀랜드) 땅의 이름난 여전사 스카하크에게 수련을 받고 올 것을 권했다. 포르갈은 스카하크의 수련이 너무 고되기 때문에 쿠 훌린이 버티지 못하고 지쳐 죽을 것이라는 심산이었다. 쿠 훌린은 그 조건을 받아들여 스카이섬에 있는 스카하크의 거처 둔 스카이흐("그림자 요새")를 찾아갔다. 한편 같은 때 포르갈은 무무의 왕 루가드 막 노이스와 에버르의 혼사를 진행시키려고 했다. 그러나 에버르가 쿠 훌린을 사랑한다는 이야기를 들은 루가드는 그녀와 결혼하기를 거부하였다.
스카하크는 쿠 훌린에게 여러 가지 무술과 전술을 가르쳤는데, 맞은 이를 토막내는 발로 던지는 투창 게 볼그의 사용법도 가르쳤다. 이때 함께 수련을 하던 페르디어드는 쿠 훌린의 친우가 되고 의형제를 맺었다. 쿠 훌린과 페르디어드가 수련을 하고 있는데 스카하크의 경쟁자이며 판본에 따라서는 쌍둥이 여동생이라고도 하는 이퍼가 쳐들어왔다. 이퍼의 기량을 잘 알고 있는 스카하크는 쿠 훌린이 그녀에게 죽을 것을 걱정해 쿠 훌린에게 강력한 수면제를 먹여 싸움에 끼어들지 못하게 했다. 그러나 쿠 훌린의 강대한 힘 때문에 수면제는 그를 겨우 1시간 동안 잠들게 했을 뿐이었고, 잠에서 깨어난 쿠 훌린은 싸움에 뛰어들었다. 쿠 훌린과 이퍼의 실력은 거의 막상막하였는데, 쿠 훌린이 이퍼가 애지중지하는 말들과 전차가 절벽 아래로 떨어진다고 거짓말을 해 그녀의 주의를 흩뜨려서 승리했다. 쿠 훌린은 스카하크에 대한 적대를 멈추고 자신의 아들을 낳아줄 것을 조건으로 이퍼를 살려주었다.
스카하크 밑에서 수련을 마친 쿠 훌린은 임신한 이퍼를 내버려두고 알바에서 에린으로 돌아갔다. 그러나 하라는 대로 했음에도 포르갈은 여전히 그와 에버르의 결혼을 불허했다. 쿠 훌린은 포르갈의 성에 들이쳐 포르갈의 부하 스물 네 명을 쳐죽인 뒤 에버르를 데려오고 포르갈의 보물들을 훔쳐갔다. 포르갈은 성루에서 떨어져 죽었다. 콘코바르 왕은 자신을 섬기는 이들이 결혼했을 때 그 아내의 처녀성을 취하는 초야권을 가지고 있었다. 콘코바르는 만일 에버르를 건드렸다가 쿠 훌린에게 무슨 봉변을 당할지 두려워했으며, 동시에 그렇다고 초야권을 행사하지 않으면 자신의 권위에 금이 갈 것이라고 우려했다. 이에 카흐바드가 콘코바르가 에버르와 첫날밤 동침하기는 하되, 자신이 두 사람의 사이에서 자서 에버르의 처녀성을 훼손시키지 않으면 된다는 해결책을 제시했다.

### 아들을 자기 손으로 죽이다
8년이 지나고 이퍼와의 사이에 태어난 쿠 훌린의 아들 콘늘라가 에린으로 건너와 아버지를 찾았다. 그러나 콘늘라가 자신의 신원을 밝히기 거부하자 쿠 훌린은 그를 침입자로 간주하고 죽였다. 콘늘라는 죽어가면서 마지막으로 “울라의 깃발을 로마의 성문 그 너머로”라는 말을 남겼고, 뒤늦게 아들을 알아본 쿠 훌린은 비탄에 빠졌다.
쿠 훌린과 콘늘라 이야기는 페르시아 신화의 영웅 로스탐이 자기 아들 소흐랍을 죽인 이야기와 매우 유사하다. 그 외에도 로스탐과 쿠 훌린은 어려서 사나운 짐승을 죽였다는 점, 싸움에서 거의 무적이라는 점, 죽음의 정황에 이르기까지 여러 가지 공통점을 가지고 있다. 게르만의 《힐데브란트의 노래》에서도 힐데브란트가 자기 아들 하두브란트를 죽이는 유사한 신화가 발견된다.

### 루가드와 데르브포르갈
쿠 훌린이 해외로 나갔을 때 포모르에게 산제물로 바쳐지게 된 노르드 공주 데르브포르갈(Derbforgaill)을 구출한 적이 있었다. 공주는 쿠 훌린에게 반했고, 시녀와 함께 한 쌍의 백조로 변신해 쿠 훌린을 찾기 위해 에린으로 왔다. 그것을 알 리 없는 쿠 훌린은 무릿매로 데르브포르갈을 쏘아 맞혔고, 추락한 그녀를 살리기 위해 그녀에게 박힌 돌을 입으로 빨아서 빼냈다. 그녀의 피를 맛보았기 때문에 그는 그녀와 결혼할 수 없었고, 대신 자기 양아들 루가드 리어브 은데르그와 결혼하게 했다. 나중에 루가드가 아르드리(에린의 지고왕)가 되겠다고 리아 팔(운명의 돌)을 찾아갔는데, 루가드가 리아 팔 위에 올라갔음에도 리아 팔은 그가 정당한 왕이라고 외치는 소리를 내지 않았다. 이에 쿠 훌린이 자기 칼을 뽑아 리아 팔을 두조각 내 버렸다. 데르브포르갈은 나중에 그녀의 성적 매력을 질투한 울라 여자들에게 붙잡혀 사지절단을 당하고 상처가 악화되어 죽었다. 아내가 죽자 루가드도 슬픔을 못 이기고 죽었다. 쿠 훌린은 그 여자들의 집을 부수어 아들과 며느리의 원수를 갚았는데, 울라 여자들 중 150명이 무너지는 집에 깔려 죽었다.

### 쿠얼릉거의 소도둑 전투

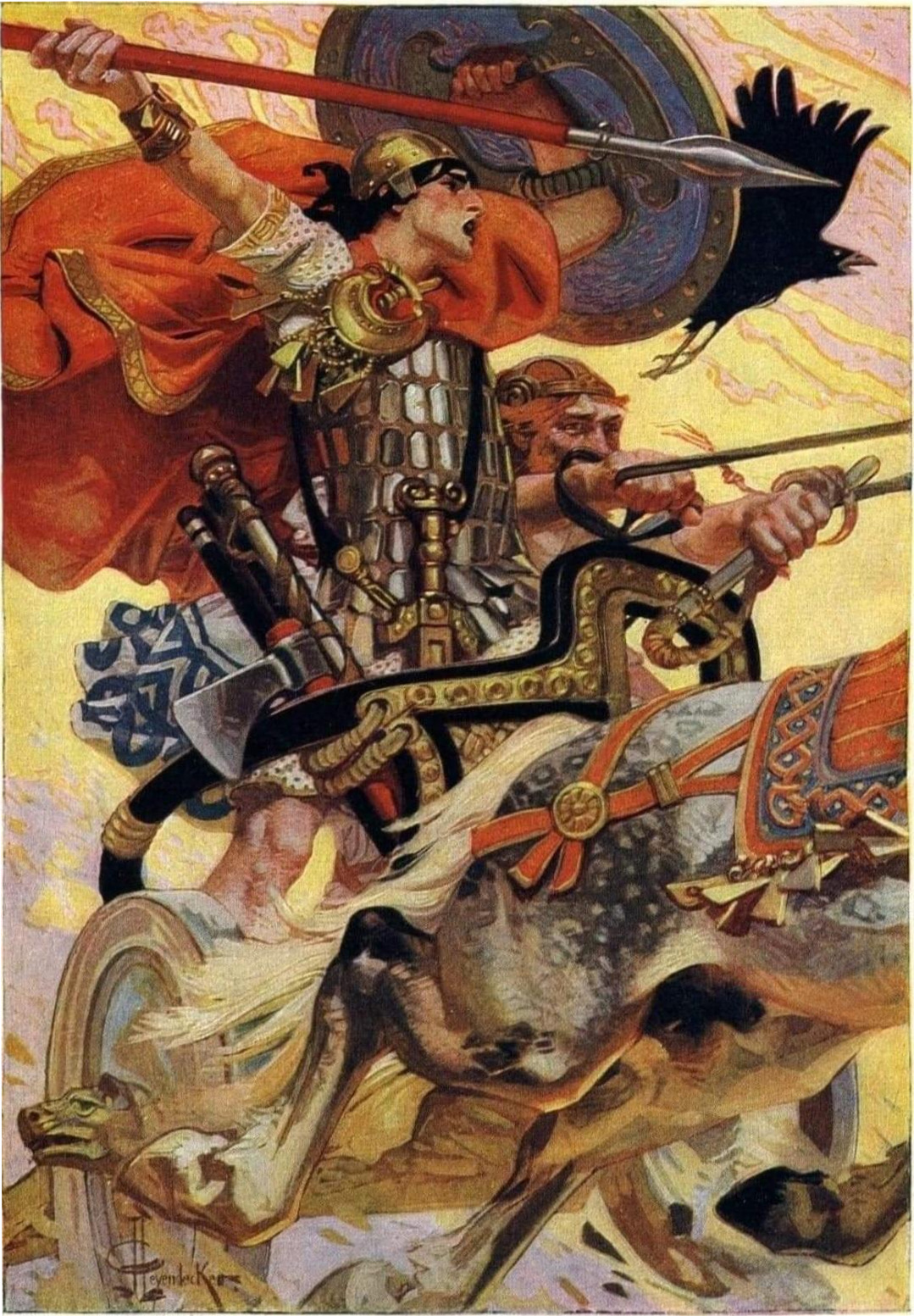
쌍두전차를 타고 싸우는 쿠 훌린.

코나크타의 여왕 메브가 울라의 종우 돈 쿠얼릉거를 빼앗아 가겠다고 쳐들어왔다. 이보다 얼마 전에 마하가 자신의 출산을 방해한 울라의 사내들이 자신이 겪은 산통을 느끼라고 저주를 걸었기 때문에 울라의 사내들은 모두 전투 불능 상태에 빠져 있었다. 이에 17세의 쿠 훌린은 메브에게 일기토의 권리를 들먹이면서 여울을 경계로 한 손만으로 메브의 군대를 모두 물리쳤다. 교착 상태가 이어지는 몇 개월 동안 쿠 훌린은 혼자서 메브의 대전사(代戰士)들을 한 번에 한 명씩 차례로 격파했다.
싸움이 시작되기 전에 아름다운 젊은 여성이 쿠 훌린에게 와서 자신이 왕의 딸이며 그에게 사랑을 주겠다고 했으나 쿠 훌린은 그녀를 거부했다. 그러자 여성은 자신이 모리안 여신임을 밝히고 자신을 모욕한 복수로 다양한 동물로 변신해 쿠 훌린이 로크 막 모페미스(Lóch mac Mofemis)와 싸우는 것을 방해했다. 장어로 변신한 모리안이 여울을 건너는 쿠 훌린의 발을 걸려고 했으나 쿠 훌린은 그녀를 밟아서 갈빗대를 부러뜨렸다. 늑대로 변신한 모리안이 소떼를 여울로 몰아붙이자 쿠 훌린은 무릿매로 그녀의 눈을 맞춰 쫓아냈다. 마지막으로 암소로 변신한 모리안이 소떼를 엉뚱한 데로 몰고가려고 했으나 쿠 훌린은 다시 무릿매를 쏘아 그녀의 다리를 부러뜨렸다. 쿠 훌린이 로크를 무찌르고 나서 모리안은 암소의 젖을 짜는 노파로 변신해 다시 쿠 훌린 앞에 나타나는데, 동물로 변신했을 때 입은 부상을 그대로 입고 있었다. 모리안이 쿠 훌린에게 우유를 세 번 대접하고 그때마다 쿠 훌린이 그녀에게 감사를 표하자 모리안의 상처들이 나았다.
한번은 매우 힘들었던 싸움을 끝내고 중상을 입은 쿠 훌린이 쓰러져 있는데 루 신이 나타나 자신이 그의 친아버지임을 밝히고 상처를 치료해준다. 깨어난 쿠 훌린은 에번 바허의 소년병단이 코나크타군을 공격했다가 도륙당하는 것을 목도한다. 이것을 본 쿠 훌린은 가장 격렬한 리스트라드 광란 상태에 빠진다.
| “ | 뒤틀린 경련이 쿠 훌린을 사로잡았고, 그를 그 전까지 들어 본 바 없는 극악 혼란한 괴물로 만들었다. 그의 정강이와 관절, 손가락 마디와 머리부터 발끝까지 모든 구석과 내장들이 홍수 때의 나무나 시냇물가의 갈대처럼 떨렸다. 그의 피부 가죽 속에서 그의 몸이 분노에 차 비틀렸고, 이로 인해 그의 발과 정강이는 뒤로 돌아갔고 뒤꿈치와 종아리가 앞으로 돌아왔다… 머리에는 관자놀이 힘줄이 뒷목까지 뻗쳤다. 강대하고 어마어마한 무량의 덩어리가 한달배기 아이의 머리통만큼 커졌다.… 그의 눈은 머리 속으로 너무 깊게 들어가서 야생 두루미조차 눈을 해골 깊숙이서 끄집어낼 수 없을 정도였다. 다른 한 쪽 눈은 헐거워져 뺨을 따라 흘렀다. 그의 입은 기괴할 정도로 비뚤어졌다. 그의 뺨이 턱에서 얼마나 접어올려졌는지 식도가 보였고, 그의 허파와 간이 목구멍에서 펄떡거렸다. 아랫턱은 사자도 물어 죽일 기세로 윗턱을 올려쳤고, 입에서 목구멍까지 생살이 숫양의 털처럼 벗겨졌다… 그의 머리털은 빈틈에 걸린 붉은 가시덤불처럼 뒤틀렸다. 만약 왕에게 어울리는 열매를 주렁주렁 단 위풍당당한 사과나무가 그의 머리 위에서 떨고 있었다면, 떨어지는 사과가 땅에 닿지 않고 분노로 머릿가죽 위로 바짝 선 그의 가시나무 같은 머리카락에 꽂혔을 것이다. | ” |
|   | — Thomas Kinsella (translator), The Táin, Oxford University Press, 1969, pp. 150–153 |   |

쿠 훌린은 코나크타군을 공격해 수백 명을 죽이고 시체의 벽을 쌓았다.

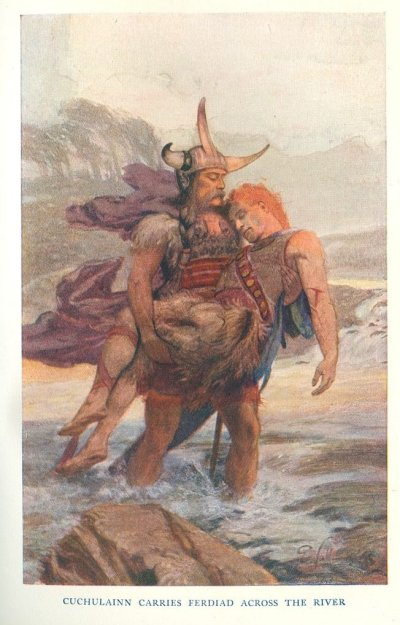
의형제 페르디어드의 시체를 쳐들고 강을 건너는 쿠 훌린.

쿠 훌린의 양아버지 중 한 명인 페르구스 막 로크는 이때 울라에서 추방되어 메브의 궁정에 의탁하고 있었는데, 페르구스는 다음 번에 자신이 물러날테니 이번에는 쿠 훌린이 물러나 달라고 요구했다. 이후 쿠 훌린은 가장 친한 벗이자 의형제인 페르디어드와 3일 밤낮에 걸친 혈투를 벌여 그를 죽이게 되는데, 이때 싸움의 무대가 된 여울은 페르디어드의 이름을 따 "아흐 피르 디어드"(Áth Fhir Diadh)라고 이름붙여졌다. 이곳은 오늘날 라우스주의 아르디라고 한다.
저주에 걸려 뻗어 있던 울라 남자들의 저주가 하나씩 풀리기 시작했고, 최후에는 일제히 풀려났다. 이에 울라와 코나크타 사이에 최후의 싸움이 시작되었다. 쿠 훌린은 뒤로 물러나 상처를 치료하고 있었는데, 페르구스가 나서는 것이 보였다. 쿠 훌린은 싸움에 뛰어들어 페르구스와 대적했고, 페르구스는 이전에 했던 약속에 따라 군대를 들판에서 물렸다. 코나크타의 다른 동맹자들은 공황에 빠졌고 메브는 철수할 수밖에 없었다. 쿠 훌린은 메브를 추격했고, 페르구스가 그녀를 보호했으나 결국 메브는 쿠 훌린에게 자비를 구걸하는 신세가 되었다. 그러나 쿠 훌린은 여자를 죽이는 것은 옳지 않다고 생각했기에 그녀를 그냥 살려주었으며, 코나크타로 후퇴하는 그녀를 애흘론까지 따라가면서 호위해 주었다.

### 브리크루의 연회
한번은 말썽꾼 브리크루가 연회 자리에서 쿠 훌린, 코날 케르나크, 로에가레 부어다크 세 영웅을 부추겨 쿠라드미르를 두고 경쟁하게 했다. 모든 시험에서 쿠 훌린이 최고를 차지했으나 코날과 로에가레는 결과를 받아들이지 않았다. 무무(오늘날의 먼스터) 출신의 쿠 리 막 다이레가 흉측한 몰골로 변장하고 세 영웅들을 각각 찾아가 자기 목을 쳐 보라고 하고, 만일 목을 치지 못하면 자기가 그들의 목을 치겠다고 도전했다. 코날과 로에가레는 쿠 리를 참수했으나, 쿠 리는 잘린 목을 집어들어 도로 붙이고 목을 내밀라고 했다. 그러자 코날과 로에가레는 도망가 버렸다. 쿠 리의 도끼를 받아들일 만큼 용감한 사람은 쿠 훌린밖에 없었고, 쿠 리는 쿠 훌린의 목을 치는 대신 그가 챔피언이라고 선언했다.
이 목 자르기 도전은 보다 후대의 문헌들에서도 등장하는데, 가장 유명한 것은 중세 영어로 된 서사시 《가웨인 경과 녹기사》일 것이다. 그 외에도 13세기에 프랑스어로 쓰인 《캐러독의 삶》과 영어 로맨스 《투르케와 고윈》, 《가웨인 경과 칼라일 출신 사나이》 등이 있다.

### 쿠 리의 죽음
쿠 리는 다시 변장을 하고 이니스 페르 팔가(맨섬으로 추측됨)를 공격하는 울라인들에게 합류했다. 그들은 보물을 약탈하고 맨섬의 공주인 블라흐나트를 유괴해 갔다. 블라흐나트는 쿠 훌린을 사랑했는데, 전리품을 나누어 가질 때 쿠 리가 블라흐나트를 가지겠다고 했다. 쿠 훌린은 쿠 리가 블라흐나트를 취하는 것을 막으려고 했지만, 쿠 리는 블라흐나트를 데리고 도망가 버렸다. 기독교의 삼손, 인도 마하바라타의 두르요다나, 웨일스 신화의 레우 라우 기페스 등과 마찬가지로 쿠 로이는 특정한 상황에서만 죽일 수 있었는데, 그 조건이 무엇인지는 이야기의 판본에 따라 다르다. 블라흐나트는 쿠 리를 죽이는 방법을 알아내고 쿠 훌린에게 그것을 가르쳐준다. 이에 쿠 훌린은 그 방법을 따라 쿠 로이를 죽인다. 그러나 쿠 로이의 음유시인 페르케르트네(Ferchertne)는 자신의 주인이 배반당한 데 분노하여 블라흐나트를 붙잡고 절벽에서 투신해 그녀를 죽이고 자신도 자살한다.

### 에버르의 질투

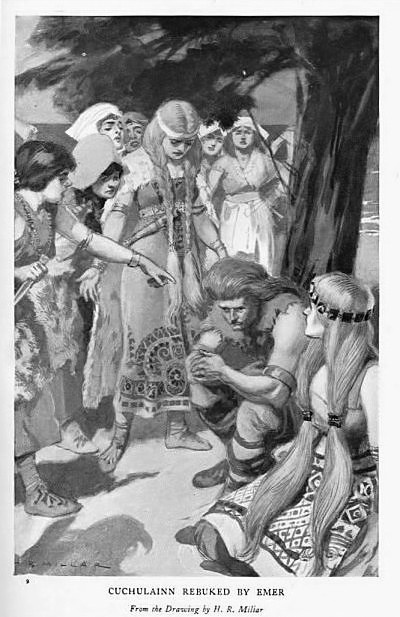
에버르에게 바가지 긁히는 쿠 훌린.

쿠 훌린은 여러 애인을 두었지만 에버르가 그에게 질투를 부린 것은 쿠 훌린이 요정왕이자 바다의 신인 마난난 막 레르의 아내 판드와 놀아났을 때 한 번 뿐이었다. 마난난이 그녀를 떠나자 세 명의 포모르가 아일랜드 해의 지배권을 노리고 그녀를 공격했다. 쿠 훌린은 그녀가 자신과 결혼해 주는 조건으로 그녀를 도와주겠다고 했다. 판드는 마지못해 그렇게 하겠다고 약속했으나 막상 쿠 훌린을 보자 그에게 반하고 말았다. 마난난은 쿠 훌린은 필멸자이고 판드는 불멸자인 요정이기에 두 사람의 관계는 불행할 수밖에 없다는 것을 알았다. 쿠 훌린의 존재로 인해 요정들이 파괴될지도 몰랐다. 한편 에버르는 연적을 죽이려고 했으나 판드가 쿠 훌린을 얼마나 사랑하는지 목격하고는 그냥 쿠 훌린을 그녀에게 넘겨주기로 마음먹는다. 에버르의 관대함에 감동한 판드는 쿠 훌린을 떠나 본래의 남편에게로 돌아가기로 한다. 마난난이 쿠 훌린과 판드 사이에 자신의 망토를 한번 휘날리고 둘이 만나는 일은 다시 없을 것이라고 다짐받는다. 그리고 쿠 훌린과 에버르는 물약을 마셔 이 모든 일에 대한 기억을 잊는다.

### 쿠 훌린의 죽음

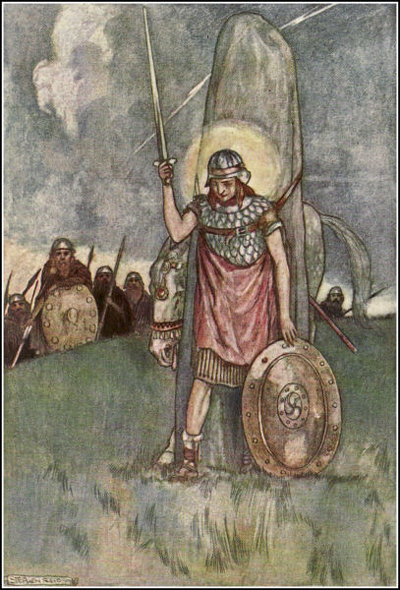
쿠 훌린의 죽음.

쿠 리의 아들 루가드 막 콘 리와 카르브레 니어 페르의 아들 에르크 막 카르프리를 비롯하여 쿠 훌린에게 죽임당한 이들의 아들들이 쿠 훌린을 죽일 음모를 꾸민다. 쿠 훌린의 운명은 그가 자신의 기아스를 깸으로써 결정되었다. 쿠 훌린의 기아스는 개고기를 먹지 말라는 것이었는데, 고대 아일랜드에서는 누군가의 접대를 거절해서는 안된다는 금기도 존재했다. 그래서 한 노파가 그에게 개고기를 먹으라고 하자 쿠 훌린은 자신의 기아스를 깰 수밖에 없었다. 이로 인해 그는 영적으로 약해졌고, 앞으로 벌어질 싸움에서 제대로 싸울 수 없었다.
루가드는 마법의 창을 세 개 가지고 있었고, 이 창들은 각각이 한 명의 왕을 쓰러뜨릴 것이라고 예언되어 있었다. 가장 먼저 그는 쿠훌린의 전차를 모는 마차부인 "마차부의 왕" 라그 막 리엉가바르를 죽였다. 두 번째로 그는 쿠 훌린의 애마인 "말의 왕" 리어흐 마하를 죽였다. 세 번째로 그는 쿠 훌린에게 창을 던져 치명상을 입혔다. 쿠 훌린은 똑바로 서서 적들을 바라보며 죽기 위해 근처의 선돌에 자신의 몸을 묶었다. 이 돌이 서 있던 위치는 오늘날의 라우스 주 노크브리지였다고 한다. 쿠 훌린의 죽음이 임박했음에도 그의 흉포함을 잘 알던 적들은 그에게 가까이 가지 못했고, 도래까마귀 한 마리가 쿠 훌린의 어깨에 내려앉고 나서야 그가 죽었다는 것을 확인했다. 루가드가 앞으로 나서 쿠 훌린의 머리를 베었으나, 그 순간 쿠 훌린의 시체 주위로 "영웅광"(hero-light)이 발광해 루가드는 칼을 놓치고 말았다. 루가드가 놓친 칼은 루가드 자신의 손을 베어냈다. 그의 오른손, 즉 무기를 드는 손이 그의 몸에서 떨어져나가자 빛은 곧 사라졌다.
코날 케르나크는 쿠 훌린이 자기보다 먼저 죽으면 해가 지기 전에 그 복수를 하겠다고 맹세한 바 있었으며, 쿠 훌린이 죽었다는 소식을 듣자 루가드를 추적했다. 루가드가 한쪽 손을 잃었기에 코날도 자신의 한쪽 손을 허리띠로 묶고 싸웠다. 그러나 그의 말이 루가드의 옆구리를 물어뜯자 코날은 루가드를 싱겁게 쓰러뜨렸다. 또한 코날은 에르크도 잡아 죽이고 그의 목을 가지고 타라로 갔다. 오라비가 죽은 것을 알게 된 에르크의 여동생 아할은 슬픔을 못 이기고 죽었다.

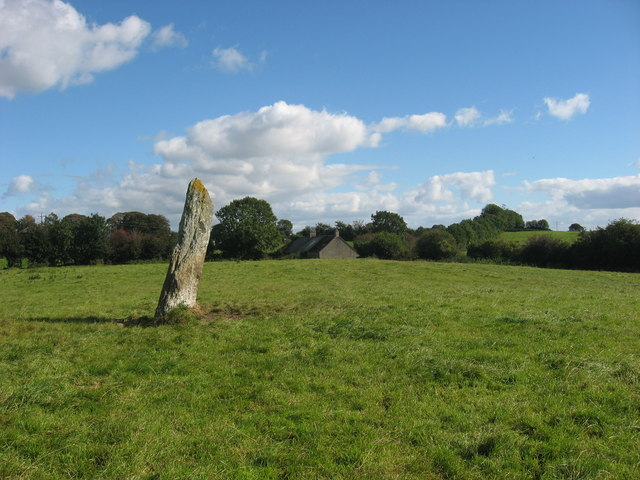
쿠 훌린이 몸을 묶었다고 전해지는 돌 "위인석"(Cloch an Fhir Mhoir). 높이는 2.9 미터 정도이다.

### 후일담
성 파트리치오가 로에가레 막 니얼 왕을 기독교로 개종시키려고 할 때 쿠 훌린의 유령이 전차를 타고 나타나 로에가레 왕에게 지옥의 고통을 경고했다는 이야기가 전한다.
후대의 아일랜드 민담에서 쿠 훌린은 핀 막 쿠월과 적대하는 사악한 거인으로 등장하기도 한다. 가장 유명한 이야기에서 쿠 훌린의 힘은 그의 가운뎃손가락에 들어있었다. 핀을 쓰러뜨리고 싶었던 쿠 훌린은 핀의 집으로 찾아갔다. 이때 핀은 아기로 변장하고 있었고, 핀의 아내 오오나는 과자를 굽고 있었다. 과자 중 몇 개는 번철이 안에 들어있었고 나머지는 그렇지 않았다. 쿠 훌린은 과자를 씹을 수가 없었는데(안에 철조각이 들어있으므로), 아기가 과자를 씹어먹는 것을 보고(핀의 과자는 철조각이 없으므로) 깜짝 놀랐다. 아기의 이빨이 얼마나 날카로운지 보겠다고 쿠 훌린은 핀의 입을 살폈는데, 이 때를 노려 핀은 쿠 훌린의 가운데손가락을 물어뜯어 끊어냈다. 그러자 쿠 훌린은 힘도 잃고 몸집도 작게 쪼그라들어 버렸다.

### 외모
쿠 훌린의 외모에 대해서는 문헌에 가끔 언급된다. 대개 키가 작고 젊으며 수염이 없는 모습으로 묘사된다. 〈에버르의 구애〉와 〈브리크루의 연회〉에서는 그의 피부가 어두운 빛이라고 한다. 여기 보면 쿠 훌린은 “에린의 모든 사내 중 가장 어둡고, 슬프고, 가장 어여쁜 이”라고 한다. 〈울라인들의 중독〉에서는 “자그마한, 눈썹이 짙은 사내”라 하고, 〈쿠 훌린의 유령 전차〉에서는 “머리카락이 짙은 검은색이고 소가 핥은 것처럼 부드러워… 그의 두 눈은 회색으로 어슴푸레 번득였다”고 한다. 다만 〈쿠얼릉거의 소도둑〉에 등장하는 여성 예언자 페델름은 쿠 훌린이 금발이라고 말한다. 쿠 훌린의 외모에 관한 가장 상세한 묘사는 〈쿠얼릉거의 소도둑〉에 나온다.
| “ | 그리고 군대 앞에 모습을 드러낸 젊은 쿠 훌린 막 수얼담은 확실히 잘 생겼다. 그의 머리카락을 보면 서로 다른 머리가 세 개 있다고 생각할지도 모른다. 머리카락의 뿌리는 갈색이었고, 중간은 핏빛 붉은색이었고, 끝은 금빛 노란색이었다. 이 머리카락을 뒤통수의 옴폭 들어간 데서 세 가닥으로 땋아 놓았다. 각각의 땋은머리는 그의 어깨 위로 늘어뜨려 찬란하게 빛났고, 금실을 뽑은 것처럼 아름답고 훌륭한 진함 금빛이었다. 그의 목에는 백 가닥의 멋진 적금색 곱슬털이 어둡게 빛났고, 그의 머리는 보석이 엉겨붙은 백 가닥의 핏빛 실로 덮여 있었다. 그의 뺨에는 보조개가 네 개 있었는데 각각 노란색, 초록색, 선홍색, 푸른색이었고, 위풍당당한 두 눈에는 보석 같은 눈동자가 각각 일곱 개 있었다. 두 발에는 발가락이 각각 일곱 개였고 두 손에도 손가락이 각각 일곱 개였으며 손톱은 매의 발톱이나 그리핀의 손아귀 같았다. | ” |
|   | — Thomas Kinsella (translator), The Táin, Oxford University Press, 1969, pp. 156–158 |   |

## 가계
- 친부 루 라와더
- 모친 데크티너
- 호적상 부 수얼탐 막 로크
- 의부모: 콘코바르 막 네사, 센카 막 알렐라, 블라 브루구, 페르구스 막 로크, 아메르긴 막 에키트, 핀드콤 등
  - 젖형제 코날 케르나크
  - 의형제 페르디어드 막 다만
- 처 에버르
  - 양자 루가드 리어브 은데르그
    - 수양며느리 데르브포르갈
- 내연녀 이퍼
  - 사생아 콘늘라
- 내연녀 판드
- 내연녀 모리안

### 족보
|  |                                |  |  |  |  |  |  |  |  |  |  |  |  |  |  |  |
|  | 16. 에사 브렉 또는 다그다 모르 |  |  |  |  |  |  |  |  |  |  |  |  |  |  |  |
|  |                                |  |  |  |  |  |  |  |  |  |  |  |  |  |  |  |
|  |                                |  |  |  |  |  |  |  |  |  |  |  |  |  |  |  |
|  | 8. 디안 케크트                 |  |  |  |  |  |  |  |  |  |  |  |  |  |  |  |
|  |                                |  |  |  |  |  |  |  |  |  |  |  |  |  |  |  |
|  |                                |  |  |  |  |  |  |  |  |  |  |  |  |  |  |  |
|  | 4. 키언                        |  |  |  |  |  |  |  |  |  |  |  |  |  |  |  |
|  |                                |  |  |  |  |  |  |  |  |  |  |  |  |  |  |  |
|  |                                |  |  |  |  |  |  |  |  |  |  |  |  |  |  |  |
|  | 2. 루 라와더                   |  |  |  |  |  |  |  |  |  |  |  |  |  |  |  |
|  |                                |  |  |  |  |  |  |  |  |  |  |  |  |  |  |  |
|  |                                |  |  |  |  |  |  |  |  |  |  |  |  |  |  |  |
|  | 20. 부어라네크                 |  |  |  |  |  |  |  |  |  |  |  |  |  |  |  |
|  |                                |  |  |  |  |  |  |  |  |  |  |  |  |  |  |  |
|  |                                |  |  |  |  |  |  |  |  |  |  |  |  |  |  |  |
|  | 10. 발로르 "비루그데르크"      |  |  |  |  |  |  |  |  |  |  |  |  |  |  |  |
|  |                                |  |  |  |  |  |  |  |  |  |  |  |  |  |  |  |
|  |                                |  |  |  |  |  |  |  |  |  |  |  |  |  |  |  |
|  | 5. 에흐누                      |  |  |  |  |  |  |  |  |  |  |  |  |  |  |  |
|  |                                |  |  |  |  |  |  |  |  |  |  |  |  |  |  |  |
|  |                                |  |  |  |  |  |  |  |  |  |  |  |  |  |  |  |
|  | 11. 케흘렌                     |  |  |  |  |  |  |  |  |  |  |  |  |  |  |  |
|  |                                |  |  |  |  |  |  |  |  |  |  |  |  |  |  |  |
|  |                                |  |  |  |  |  |  |  |  |  |  |  |  |  |  |  |
|  | 1. 세탄타 "쿠 훌린" 막 수얼탐  |  |  |  |  |  |  |  |  |  |  |  |  |  |  |  |
|  |                                |  |  |  |  |  |  |  |  |  |  |  |  |  |  |  |
|  |                                |  |  |  |  |  |  |  |  |  |  |  |  |  |  |  |
|  | 3. 데크티너                    |  |  |  |  |  |  |  |  |  |  |  |  |  |  |  |
|  |                                |  |  |  |  |  |  |  |  |  |  |  |  |  |  |  |
|  |                                |  |  |  |  |  |  |  |  |  |  |  |  |  |  |  |
|  | 14. 울라 왕 오하드 살비더      |  |  |  |  |  |  |  |  |  |  |  |  |  |  |  |
|  |                                |  |  |  |  |  |  |  |  |  |  |  |  |  |  |  |
|  |                                |  |  |  |  |  |  |  |  |  |  |  |  |  |  |  |
|  | 7. 네스                        |  |  |  |  |  |  |  |  |  |  |  |  |  |  |  |
|  |                                |  |  |  |  |  |  |  |  |  |  |  |  |  |  |  |
|  |                                |  |  |  |  |  |  |  |  |  |  |  |  |  |  |  |

## 근현대 문화의 쿠 훌린
아일랜드 민족주의와 얼스터 연합주의라는 서로 상반된 두 이념이 모두 쿠 훌린의 이미지를 이용하곤 한다. 민족주의자들은 쿠 훌린을 가장 유명한 켈트 영웅으로 해석하고, 그가 아일랜드의 켈트 문화에 있어 중요한 존재라고 본다. 더블린 중앙우체국(GPO)에는 올리버 셰퍼드가 만든 죽어가는 쿠 훌린 청동상이 있는데, 1911년 제작했다가 나중에 1916년 부활절 봉기를 기념하면서 현재 중앙우체국으로 옮겨온 것이다. 한편 연합주의자들은 쿠 훌린을 남부 아일랜드(코노트)의 침략자들로부터 얼스터(오늘날의 북아일랜드)를 수호한 영웅이라고 해석한다. 예컨대 벨파스트에는 쿠 훌린을 “아일랜드인의 침략에 맞선 얼스터의 방어자”라고 묘사한 벽화가 두 점 있다. 더욱 아이러니한 것은 이 두 벽화 모두 셰퍼드의 청동상을 기반으로 그려졌다는 것이다. 물론 북아일랜드의 민족주의자들도 쿠 훌린을 자신들의 상징으로 쓰고 있다. 1966년 아일랜드에서 발행된 10실링 주화에도 죽어가는 쿠 훌린 동상이 새겨져 있다. 또한 아일랜드 국방군의 훈장에도 쿠 훌린이 돋을새김되어 있는데, 이는 쿠 훌린이 그들을 굽어 살펴본다는 의미를 갖고 있다.
〈쿠얼릉거의 소도둑〉에서 쿠 훌린이 페르디어드와 싸운 곳이라고 전해지는 라우스주 아디에는 페르디어드의 시체를 공주님 안기 하고 있는 쿠 훌린의 조각상이 서 있다. 북아일랜드 아마에는 "에버르의 사랑을 얻기 위해"라는 제목의 철사 조각상이 설치되어 있다. 철사로 엮어 만든 쿠 훌린이 높이 20 피트의 기둥 위에서 균형을 잡고 있는 형상인데, 이는 쿠 훌린이 스카하크에게 무술을 배울 때 창끝에 서서 균형을 잡은 이야기를 표현한 것이다.
그레고리 여기사 이사벨라 오거스타는 1902년 책 《미르헴네의 쿠훌린》에서 여러 가지 쿠 훌린 전설들을 영어로 번역했다. 오거스타의 책은 신화 원전을 잘 표현하고 있으나, 극단적인 내용은 적당히 얼버무리고 지나갔다. 오거스타의 최초의 쿠 훌린 현대어 번역은 켈트 부흥 운동과 맞물려 큰 성공을 거두었다. 《미르헴네의 쿠훌린》은 윌리엄 버틀러 예이츠가 서문을 써 주었는데, 예이츠 본인도 On Baile's Strand(1904년), The Green Helmet(1910년), At the Hawk's Well(1917년), The Only Jealousy of Emer(1919년), The Death of Cuchulain (1939년) 등의 희곡과 Cuchulain's Fight with the Sea (1892) 등의 시를 비롯해 쿠 훌린에 대한 작품들을 썼다.
쿠 훌린을 다루는 보다 현대의 소설 작품으로는 로즈메리 서트클리프의 동화 《얼스터의 사냥개》(1963년)와 모건 를리웰린의 역사소설 《붉은 가지》(1989년)가 있다. 프랭크 맥코트의 1996년 회고록 《안젤라의 재》에도 쿠 훌린 이야기가 자주 언급된다. 아일랜드의 사변소설가 마이클 스콧의 《불사신 니콜라스 플라멜》 시리즈에도 쿠 훌린이 언급된다. 일본 게임 《페이트/스테이 나이트》에서는 쿠 훌린이 "랜서" 클래스의 서번트로 등장한다.

## 같이 보기
- 게이 볼그: 쿠 훌린의 창.
- 세탄타 대학: 아일랜드의 원격 교육 체대. 쿠 훌린의 본명에서 교명을 따왔다.

## 참고 자료
- Compert Con Culainn (Recension I), ed. A.G. van Hamel (1933). Compert Con Culainn and Other Stories. Mediaeval and Modern Irish Series 3. Dublin: DIAS. pp. 1–8.
- Compert Con Culainn (Recension II), ed. Kuno Meyer (1905). "Mitteilungen aus irischen Handschriften: Feis Tige Becfoltaig". Zeitschrift für celtische Philologie 5: 500–4 (from D IV 2).; ed. Ernst Windisch (1880). Irische Texte mit Wörterbuch 1. Leipzig. pp. 143–5 and 140–2 (from Egerton 1782).
- Tochmarc Emire (Recension I), ed. and tr. Kuno Meyer (1890). "The Oldest Version of Tochmarc Emire". Revue Celtique 11: 433–57. CELT link.
- Tochmarc Emire (Recension II), ed. A.G. van Hamel (1933). Compert Con Culainn and Other Stories. Mediaeval and Modern Irish Series 3. Dublin: DIAS.; tr. Kuno Meyer (1888). "The Wooing of Emer". Archaeological Review 1: 68–75, 150–5, 231–5, 298–307.
- Serglige Con Culainn, ed. Myles Dillon (1953). Serglige Con Culainn. Mediaeval and Modern Irish Series 14. Dublin: DIAS.; tr. Jeffrey Gantz (1981). Early Irish Myths and Sagas. London: Penguin. pp. 155–78.

## 추가 자료
- Bruford, Alan (1994). “Cú Chulainn - An Ill-Made Hero?”.   Hildegard L. C. Tristram. Text und Zeittiefe. ScriptOralia 58. Tubingen: Gunter Narr. 185–215쪽.
- Carey, John (1999). “Cú Chulainn as Ailing Hero”.   Ronald Black, William Gillies, and Roibeard Ó Maolalaigh. Celtic Connections: Proceedings of the Tenth International Congress of Celtic Studies, Vol. 1. East Linton: Tuckwell. 190–8쪽.
- Gray, Elizabeth A. (1989–90). “Lug and Cú Chulainn: King and Warrior”. Studia Celtica. 24/25: 38–52.
- Jaski, Bart (1999). “Cú Chulainn, gormac and dalta of the Ulstermen'”. Cambrian Medieval Celtic Studies 37: 1–31.
- Nagy, Joseph Falaky (1984). “Heroic Destinies in the Macgnímrada of Finn and Cú Chulainn”. Zeitschrift für celtische Philologie 40: 23–39.
- Sayers, William (1985). “The Smith and the Hero: Culann and Cú Chulainn”. Mankind Quarterly 25.3: 227–60.